# Mayotte Division Honneur
Mayotte Division Honneur este primul eșalon din sistemul competițional fotbalistic din Mayotte.

## Echipe
- Foudre 2000 de Dzoumogné
- Tchanga SC  (M'tsangamoudji)
- FC Mtsapéré
- AS Sada
- FCO de Tsingoni
- FC Kani-Bé
- Rosador de Passamainty
- Miracle du Sud  (Bouéni)
- Racine du Nord d'Acoua
- ASC Kawéni
- UCS Sada
- Abeilles de M'tsamboro

## Foste campioane
| - 1992 : AS Sada - 1993 : AS Rosador (Passamainty) - 1994 : AS Rosador (Passamainty) - 1995 : AS Rosador (Passamainty) - 1996 : necunoscut - 1997 : AS Rosador (Passamainty) | - 1998 : AS Sada - 1999 : AS Rosador (Passamainty) - 2000 : AS Rosador (Passamainty) - 2001 : AS Rosador (Passamainty) - 2002 : FC Kani-Bé - 2003 : FC Kani-Bé | - 2004 : AS Sada - 2005 : FC Mtsapéré - 2006 : FC Mtsapéré - 2007 : FC Mtsapéré - 2008 : FC Mtsapéré - 2009 : AS Rosador (Passamainty) |